# Прожити життя з Пікассо
«Прожити життя з Пікассо» (англ. Surviving Picasso) — американський кінофільм режисера Джеймса Айворі, що вийшов на екрани в 1996 році. Стрічка заснована на книзі Аріанни Стассінопулос Гаффінгтон «Пікассо: творець і руйнівник» і розповідає в основному про стосунки митця з численними дружинами і коханками.

## Сюжет
Фільм починається з історії молодої жінки на ім'я Франсуаза Жільо. Вона знайомиться з Пікассо в Парижі під час нацистської окупації. Дівчина вирішує стати художником, а не адвокатом, як хотів її батько. Вона стає коханкою Пікассо, у них з'являється двоє дітей. Але Пікассо не відрікається від своїх парубо́цьких звичок: його не цікавлять почуття оточуючих, він проводить час з ким хоче, має не одну коханку. Фільм розповідає нам історію кількох жінок, які відіграли важливу роль у житті художника: Ольги Хохлової, мадам Пікассо, Дори Маар, Марії-Терези Вальтер і Жаклін Рок.

## У ролях
- Ентоні Гопкінс — Пабло Пікассо
- Наташа Мак-Елгон — Франсуаза Жільо
- Джуліанна Мур — Дора Маар
- Джосс Акленд — Анрі Матісс
- Денніс Буцикарис — Куц
- Пітер Айр — Сабартес
- Пітер Гереті — Марсель
- Сюзанна Гаркер — Марія-Тереза Вальтер
- Джейн Лапотейр — Ольга Пікассо
- Джозеф Магер — Канвайлер
- Боб Пек — батько Француази
- Діана Венора — Жаклін
- Домінік Вест — Пауло Пікассо
- Джоан Плаврайт — бабуся Франсуази

## Виробництво
Фільм був знятий в Парижі і на півдні Франції.